# Creatonotos gangis
|  | Dieser Artikel wurde aufgrund von formalen oder inhaltlichen Mängeln in der Qualitätssicherung Biologie im Abschnitt „Insekten“ zur Verbesserung eingetragen. Dies geschieht, um die Qualität der Biologie-Artikel auf ein akzeptables Niveau zu bringen. Bitte hilf mit, diesen Artikel zu verbessern! Artikel, die nicht signifikant verbessert werden, können gegebenenfalls gelöscht werden. Lies dazu auch die näheren Informationen in den Mindestanforderungen an Biologie-Artikel. Begründung: Quellen fehlen, so kein ausreichender Artikel --Vincent Malloy (Diskussion) 16:50, 7. Nov. 2017 (CET) |

Creatonotos gangis ist ein Schmetterling (Nachtfalter) aus der Familie der Eulenfalter (Noctuidae), der in Südostasien und Australien heimisch ist. Er wurde von Carl Linnaeus 1763 in seiner Centuria Insectorum als Phalaena Gangis beschrieben. 

## Beschreibung
Erwachsene Tiere haben weiße Hinterflügel und braune Vorderflügel, jeder mit einem dunklen Streifen und einer Flügelspannweite von etwa 40 Millimetern. Der Unterleib ist rot oder seltener gelb. Die Eier sind gelb und rund und werden in Reihen von etwa 50 Eiern auf den Blättern der Nahrungspflanzen gelegt. Die Raupen sind braune haarige Tiere mit einem gelben Streifen entlang des Rückens, die sich von Sojabohnen, Reis und Mais ernähren.
Männchen haben vier große, X-förmig ausstülpbare Duftorgane, die im aufgeblasenen Zustand die Länge des Bauches überschreiten können. Erwachsene Männchen sezernieren über diese Duftorgane Hydroxydanaidal als Sexualpheromon. Dieses wird im Raupenstadium über die Pyrrolizidinalkaloide der Wirtspflanzen aufgenommen. Männliche Tiere speichern bis zu 400 Mikrogramm Hydroxydanaidal, ein starkes Lebergift. Das Gift wird auf die Eier übertragen und stellt einen Fraßschutz für die Nachkommen dar.